# 1,2-difluorbenzeen
1,2-difluorbenzeen is een organische verbinding met als brutoformule C6H4F2. Het is een van de drie isomere difluorbenzenen: de andere zijn 1,3-difluorbenzeen en 1,4-difluorbenzeen. In zuivere toestand komt de stof voor als een kleurloze vloeistof, die nagenoeg niet oplosbaar is in water.

## Synthese
1,2-difluorbenzeen kan bereid worden door behandeling van fluorbenzeen met fluorgas. Daarbij worden ook de isomere difluorbenzenen gevormd, voornamelijk 1,4-difluorbenzeen.

## Toepassingen
1,2-difluorbenzeen wordt gebruikt als oplosmiddel in elektrochemische analysen van transitiemetaalcomplexen. Daartoe heeft het de ideale eigenschappen: 1,2-difluorbenzeen is relatief chemisch inert, zwak coördinerend en heeft een voldoende hoge diëlektrische constante ({\displaystyle \varepsilon _{r}} = 13,8 bij 28°C) om een breed gamma aan elektrolyten en zouten te kunnen oplossen.